# آلبرتو کاوالونه
آلبرتو کاوالونه (ایتالیایی: Alberto Cavallone؛ ۲۸ اوت ۱۹۳۸ – ۱۲ نوامبر ۱۹۹۷) کارگردان فیلم، فیلم‌نامه‌نویس و تدوین‌گر اهل ایتالیا بود.
از فیلم‌ها یا مجموعه‌های تلویزیونی که وی در آن‌ها نقش داشته‌است، می‌توان به افسون – کشتارگاه دلپذیر، زلدا، فیلم آبی، برای عشق… برای افسون… و دوقلوهای شهوت‌ران اشاره نمود.